# Andreï Saveliyev
Andreï Nikolaïevitch Saveliyev (en russe : Андрей Николаевич Савельев) est un homme politique russe et ancien membre de la Douma d'État russe. Il a été élu à la Douma en décembre 2003 en tant que membre de la faction Rodina et est actuellement président du parti Grande Russie. Il ne s'est pas présenté à une réélection en 2007 car son parti s'est vu refuser l'enregistrement par la Commission électorale centrale de la fédération de Russie.

## Biographie

### Jeunesse
Saveliyev est né à Svobodny, dans l'oblast de l'Amour le 8 août 1962. Il est diplômé du Département de physique moléculaire et chimique de l'Institut de physique et de technologie de Moscou en 1985. Au cours des années 1985-1990, Saveliyev a travaillé chez N.N. Institut Semyonov de physique chimique de l'Académie des sciences de Russie et Institut des problèmes énergétiques en physique chimique, RAS. Il a obtenu son doctorat en physique chimie en 1991. Il a également obtenu un doctorat en sciences politiques en 2000. Avant d'être élu à la Douma, il était professeur d'université et avait été impliqué dans un certain nombre d'organisations politiques nationalistes et patriotiques en Russie.

### Carrière politique
Il a été élu à la Douma de la ville de Moscou en 1990 et a travaillé pour la campagne d'Alexandre Lebed pour la présidentielle russe en 1996. Entre 1999 et 2000, il a travaillé comme rédacteur de discours pour le député nationaliste Dmitri Rogozine. Saveliyev est actuellement président du Comité de la Communauté des États indépendants et des relations avec les compatriotes à la Douma. Il a également siégé au conseil d'administration de Rodina avant la fusion du parti avec le Parti des retraités russes et le Parti russe de la Vie en octobre 2006.
Il a acquis une certaine notoriété en 2004 lorsqu'il a été impliqué dans une bagarre avec le chef du Parti libéral-démocrate de Russie Vladimir Jirinovski. Saveliyev est un grand maître de taekwondo et la bagarre a dû être arrêtée par l'intervention d'autres députés. Les images du combat sont disponibles sur YouTube. Saveliyev a gagné en reconnaissance lorsque, aux côtés de Rogozine et de trois autres députés de Rodina, il a entamé une grève de la faim pour protester contre les changements apportés au système de protection sociale en Russie. La grève a duré une semaine avant d'être stoppée par les participants.
À la suite de la fusion de Rodina au sein de Russie juste, Saveliyev a refusé de rejoindre le nouveau parti. Il est maintenant membre du Congrès des communautés russes avec son ancien patron, Dmitri Rogozine. Depuis avril 2007, Saveliyev est chef du comité du parti Grande Russie. Depuis mai 2007, il est président du parti.

## Positionnement politique
Andreï Saveliyev a une opinion favorable d'Adolf Hitler.